# Cristina Scuccia
Cristina Scuccia, no passado, Irmã Cristina (Sister Cristina, em inglês), é uma cantora italiana e ex-freira ursulina italiana que venceu a edição italiana do programa The Voice de 2014.  Após vencer o programa, ela fechou uma acordo com a gravadora Universal Music. Uma das inspirações para que a Irmã seguisse uma carreira musical sem abandonar o hábito de freira foi o padre brasileiro Fábio de Melo, uma vez que ela morou no Brasil por dois anos.

## Biografia
Cristina Scuccia nasceu em Comiso, na província de Ragusa, na Itália, em 1 de agosto de 1988. Tornou-se noviça em 2009 junto à Congregação da Irmã Ursulina da Sagrada Família.
Em 2007, antes de se dedicar à vida religiosa, Cristina se preparava para participar de um show de talentos italiano chamado XFactor. Naquele mesmo ano, sua mãe havia lido uma entrevista de Cláudia Koll, atriz italiana de filmes pornográficos que se converteu ao Catolicismo e passou a se dedicar a obras de caridade. Na entrevista da atriz, a mãe de Cristina viu um anúncio procurando uma mulher para protagonizar um musical sobre a vida da fundadora das Ursulinas, a Irmã Rosa Roccuzzo.
Com o protagonismo de Irmã Rosa no musical, Cristina não só se converteu ao Catolicismo, como também descobriu da sua vocação religiosa com as ursulinas. Iniciou seu noviciado com as ursulinas no Brasil, na cidade de Mogi das Cruzes, na região metropolitana de São Paulo, onde viveu de 2010 a 2012 ainda como noviça.
Sua vida no Brasil, mudou sua percepção pois viu que era possivel dedicar-se à música sem tem de abandonar a vida religiosa, tendo no padre Fábio de Melo uma de suas grandes inspirações. Foi então que a noviça confirmou sua dupla vocação: a vida religiosa e a evangelização por meio da música, como fazia com os meninos de rua.
De volta à Itália, a freira surpreendeu com sua participação na edição italiana do programa The Voice, cantando a canção No One, da cantora Alicia Keys. Dentre outras canções apresentadas, a freira se sagrou vencedora do programa e assinou um contrato com a gravadora Universal para o lançamento de seu debut álbum, Sister Cristina. O dinheiro arrecadado com a venda do álbum, será destinado à ordem religiosa da qual Cristina faz parte. Para a participação no programa, Cristina teve total apoio das superioras da ordem bem como de suas colegas freiras que a assistiam dos bastidores.
Cristina se sagrou vencedora do programa cantando a canção What a feeling, tema do filme Flashdance.
Em 29 de julho de 2014, Cristina recebeu o hábito de freira da ordem das Ursulinas.
Cristina morava em um colégio da Ordem Ursulina na cidade de Milão, Itália, onde administrava uma escola infantil, um pensionato para universitárias e além de colaborar com a paróquia local, dando aulas de catecismo e cantando nas missas de domingo.
Em 2022 em entrevista à TV anunciou que havia deixado a vida religiosa.

## Discografia

### Álbuns
- (2014) - Sister Cristina